# Oxybelis aeneus
Oxybelis aeneus är en ormart som beskrevs av Wagler 1824. Oxybelis aeneus ingår i släktet Oxybelis och familjen snokar. Inga underarter finns listade i Catalogue of Life.
Arten förekommer i Amerika från USA (Arizona) över Centralamerika till Bolivia och Brasilien. Den hittas även på flera öar i regionen. Oxybelis aeneus vistas i låglandet. Honor lägger ägg.